# Académie d'agriculture de Szczecin
L’Académie d'agriculture de Szczecin (Akademia Rolnicza w Szczecinie), créée en 1954 sous le nom d’École supérieure d'agriculture (Wyższa Szkoła Rolnicza w Szczecinie) a porté ce nom de 1972 à 2008. 
C'était un établissement d’enseignement supérieur initialement spécialisé dans la formation de techniciens supérieurs et ingénieurs en agriculture et agronomie.
Il a fusionné à compter du 1er janvier 2009 avec l’École polytechnique de Szczecin pour donner naissance à l'université de technologie de Poméranie occidentale (ZUT).